# Tyler (Minnesota)
Tyler é uma cidade localizada no estado americano de Minnesota, no Condado de Lincoln.

## Demografia
Segundo o censo americano de 2000, a sua população era de 1218 habitantes.
Em 2006, foi estimada uma população de 1145, um decréscimo de 73 (-6.0%).

## Geografia
De acordo com o United States Census Bureau tem uma área de
5,0 km², dos quais 5,0 km² cobertos por terra e 0,0 km² cobertos por água. Tyler localiza-se a aproximadamente 531 m acima do nível do mar.

## Localidades na vizinhança
O diagrama seguinte representa as localidades num raio de 16 km ao redor de Tyler.